# Dick Shurman
Richard L. Shurman, född den 23 maj 1950 i Los Alamos, New Mexico, är en amerikansk musikproducent, ljudtekniker, musikjournalist, musikhistoriker och bakgrundsvokalist, främst inom genren blues.
Han har varit producent för inspelningar av bland andra Johnny Winter, Lurrie Bell, Albert Collins, Jody Williams, Roy Buchanan, Larry Garner, Robert Cray, Magic Slim, Charlie Musselwhite och Otis Rush.
Shurman valdes in i Blues Hall of Fame 2014 och tilldelades Keeping the Blues Alive Award av Blues Foundation 2005.